# 谷沢川

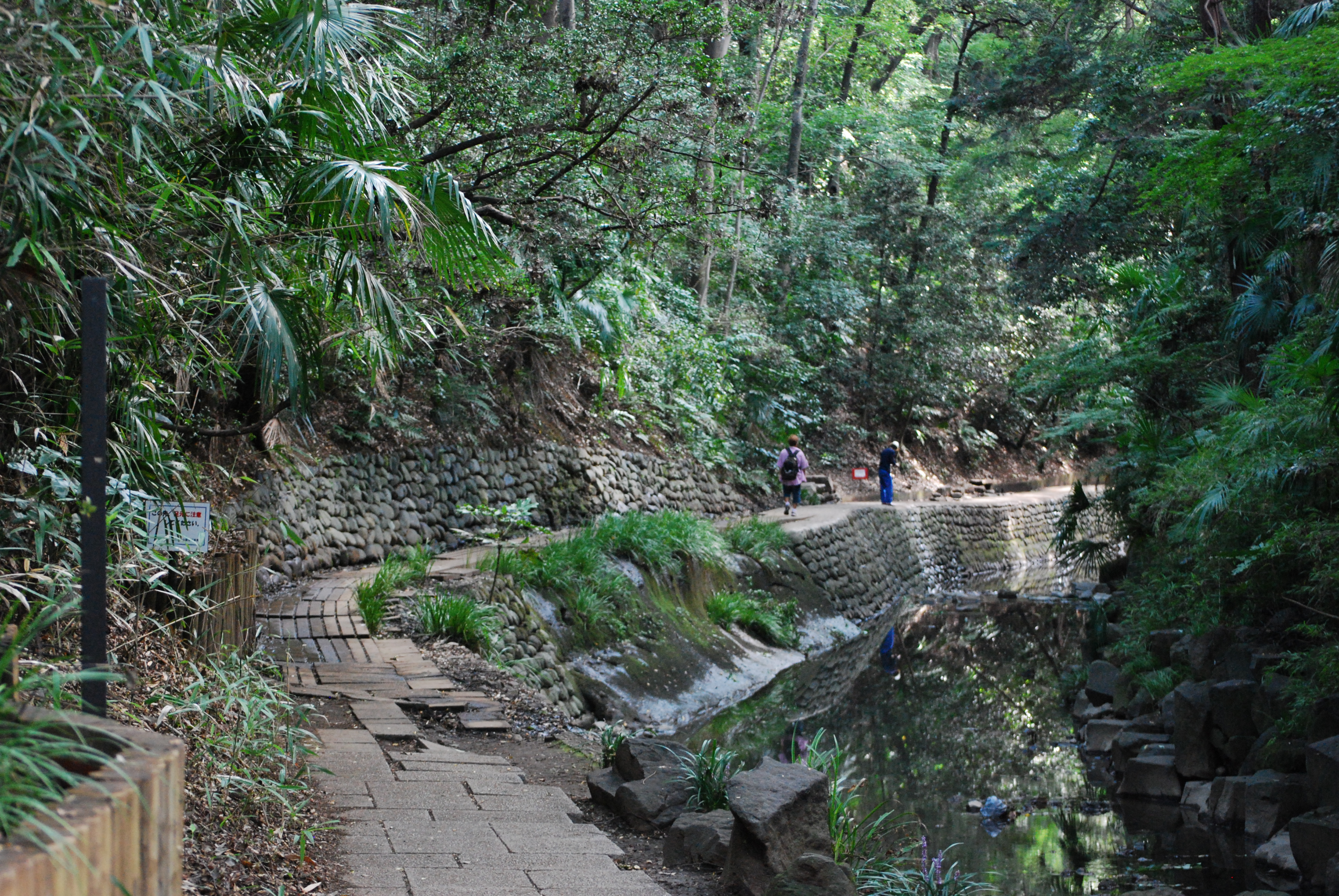
等々力渓谷（等々力駅付近）

谷沢川（やざわがわ）は、東京都世田谷区南部を流れる、多摩川水系の一級河川である。豊かな自然で知られる等々力渓谷（後述）を含む。

## 地理
水源は東京都世田谷区桜丘四丁目・五丁目付近の武蔵野台地上の湧水と桜丘三丁目の旧品川用水のかつての吐水跡とされる。ここから南下して上用賀地内の複数の湧水を合わせ、世田谷区中町を経由する。この周辺では水を浸透させにくい粘土質の土壌の上部を流れるため、河川による開析が進んでいない。中町より上流の流路は、大正〜昭和初期の玉川全円耕地整理により直線化されている。途中の首都高速3号渋谷線下の田中橋付近から多摩川への合流口までが開渠となっている（上流の世田谷区桜丘三丁目付近にはわずかだが開渠が残っている）。
中町二丁目付近でかつての「いかだ道」が上を跨ぐ。ここに架かる姫の橋付近には「姫の滝」または「野良田の滝」と呼ばれる、湧水の滝が谷沢川に落ちていたが、昭和13年（1938年）7月の水害により崩落し、その後の河川整備で失われて、現在は橋の名にとどまるのみになっている。この滝の付近から川谷を深くする。東急大井町線に沿う形で一旦東進した後に南下して、東京都区部では唯一の自然渓谷とされる、長さ1㎞ほどの等々力渓谷を流れる。このあたりでは水面は、周辺の最も高い台地面から20mから30m近くも切れ込んだ深い谷を形成し、渓谷崖からの多量の湧水がみられる。
流れは東京都道311号環状八号線（環八通り、玉沢橋）の下をくぐり、世田谷区野毛付近で国分寺崖線を出たところで丸子川（旧六郷用水）に突き当たる。かつて六郷用水は、大田区六郷までの通水の高低差を確保するため、谷沢川の上を交差して流していたが、現在は当初の役目を終えて谷沢川と合流し、世田谷区玉堤で多摩川に注ぐ。しかし、六郷用水の歴史的遺産の保護と環境保護のための清流復活事業として、合流した川の水の一部をポンプで引き上げ、ここから下流の丸子川に流している。
等々力渓谷は急斜地のため宅地開発を免れて、比較的豊かな生態系が残された。一方で上流部や、渓谷周辺の宅地化が急速に進み雑木林や湧水が失われて、一時は農家や家庭からの排水が渓谷内の川を流れたが、その後の早い時期から下流の景観保護の機運が高まり、上流部の下水道の整備が進んで荒廃を免れている（後述）。
現在の谷沢川の上流は地下水面の低下などで、降雨があったとき以外、現在は通年にわたって水量が少ない。そのためこちらも清流復活事業として仙川から2.2㎞の導水管を敷設し、同じ世田谷区内の岡本三丁目で取水し、小石の間を通す生物濾過で浄化した上で用賀まで送り、谷沢川に導入するようした。また、上流域で雨水を貯め、これを渇水時に中町一丁目付近と、ゴルフ橋付近から谷沢川へ放水している。

## 等々力渓谷
武蔵野台地は、水を通さない海成の粘土質層の上に水を通しやすい礫層が互層となった関東ロームに覆われた台地であり、台地上をはじめ多摩川に削られてできた崖線には多くの湧水がある。等々力渓谷はこの大量の湧水が台地を浸食してできた渓谷である。渓谷の谷底は等々力駅付近から下流の脇を遊歩道が整備されている。10mほどの急峻な両崖には武蔵野の雑木林が残り、鬱蒼として夏でも冷涼である。また、南側は戦国時代に深沢から移ってきたとされる満願寺の境内に隣接し、その別院の等々力不動尊は関東三十六不動霊場の一つとして、湧水が流れ落ちる不動の滝に打たれる修行者が時折見られ、冬季を除いて茶屋も建ち、都内でも有数の自然豊かな憩いの場となっている。
等々力（とどろき）はその名の由来を、こうした湧水の流れ落ちる音写の「轟く」にちなむという説が有名であるが、元の満願寺の場所の兎々呂（とどろ）城からなど諸説ある。歴史上の記録よりも遡った古来この渓谷は存在しており、渓谷崖には7世紀頃のものと考えられる横穴式の古墳なども見つかっている。
1931年（昭和6年）、等々力渓谷の西側の台地上に五島慶太による目黒蒲田電鉄開発経営の「等々力ゴルフコース」が開業したが、渓谷はこうした貴重な景観と史跡を数多く残すことから、1933年（昭和8年）に多摩川風致地区に指定され、護岸と遊歩道の整備に着手し、1936年（昭和11年）に完成した。
第二次世界大戦後は1974年（昭和49年）に横穴式古墳、等々力不動尊を含めた世田谷区立等々力公園として開園する。東京都区部では唯一の自然の渓谷であり、1999年（平成11年）には東京都指定名勝に指定され、その環境が保全されるとともに、渓谷沿いに散策道が整備された。
ただし、地下水の汲み上げなどにより、不動の滝や周辺からの湧水量は年々減ってきている。
2023年（令和5年）7月6日、渓谷公園の遊歩道内で倒木が発生。調査の結果、他にも腐朽して倒木する危険性がある樹木が多数あり、大部分の区間が当面の間通行止となった。危険木の伐採と撤去は2024年（令和6年）年度から始められることになった。

### 流路変更の諸説
中町から等々力周辺の地形を国土地理院の地形図などで見ると、高低差が2mから4mほどの幅の広い谷底地形が自由が丘の方へ蛇行しながら伸び、呑川へつながっているのがわかる。ここは中心部を現在は下水道幹線の暗渠となっている九品仏川が流れているが、これが本来の谷沢川である。その後、流路が変更され等々力渓谷を下るようになった。
この流路変更には、等々力渓谷から谷頭浸食を受けた結果、谷沢川上流部が河川争奪されて流路が変わったとする自然現象説がある。この説では浸食の進み具合から歴史時代より昔に流路が変わったことを示唆するが明確にはされていない。
一方、江戸時代に、水利を巡る争いや排水不良の改良のため人為的に流路が変更されたとする、人工開削説がある。しかしこちらは、既に開析が進んだ渓谷の先端と谷沢川をつなぐのみならず、中町のあたりまで深く掘削した理由が明らかでなく、またそれほどの大工事の記録が見えない。
こうしたことから、一般には前者の説を採るものが多い。

### 等々力渓谷の自然
急斜面に比較的豊かな武蔵野の雑木林が残っており、下記の野鳥を含めた動植物の生態系を支えている。なお、全域が鳥獣保護区に指定されている。
留鳥
シジュウカラ、ハクセキレイ、メジロ、ウグイス、コゲラ、ムクドリ、ヒヨドリ、オナガ、キジバト、ハシブトガラス
冬鳥
キセキレイ、ジョウビタキ、ツグミ、アオジ、マガモ
また、川では以下の魚や河川生物が確認されている。
コイ、モツゴ、アユ、ドジョウ、メダカ、ハゼ、カワムツ、スミウキゴリ、アメリカザリガニ、サワガニ

### 名所・旧跡・施設
- ゴルフ橋[4]
- 玉沢橋（環八通り）
- 等々力渓谷横穴古墳 - 古墳時代末期から奈良時代にかけて形成された、野毛地域の有力な農家の墓と推定されている古墳。完全な形で残っていた3号墳が発掘調査され、人骨とともに耳環や土器などが出土した。
- 稚児大師堂
- 稲荷堂
- 不動の滝
- 等々力不動尊
- 等々力児童遊園
- 弁天堂明王台

## 谷沢川分水路
これまで浸水被害のあった谷沢川下流部の被害を防ぐため、3.2kmの分水路を整備している。区間は玉堤二丁目地内〜玉川台一丁目地内。ルートは主に東京都道311号環状八号線の地下にトンネルを整備している。2017年度から2025年度まで事業期間。

## ギャラリー

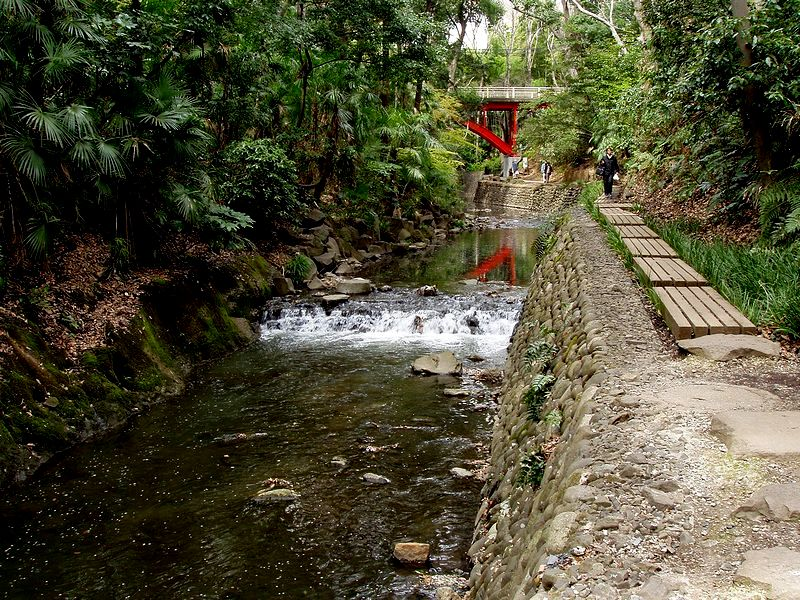
等々力渓谷（2008年4月2日撮影）
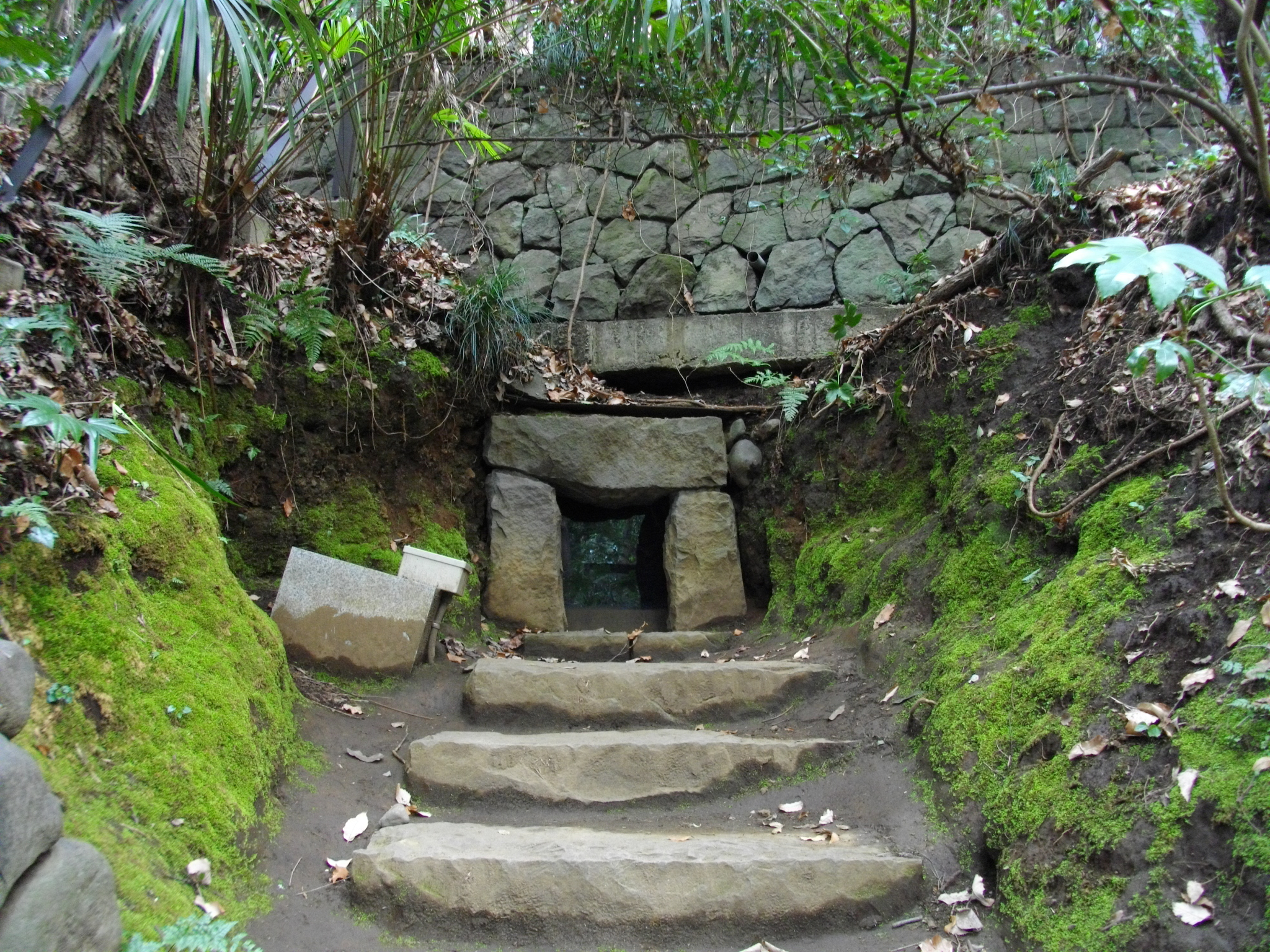
第3号横穴古墳
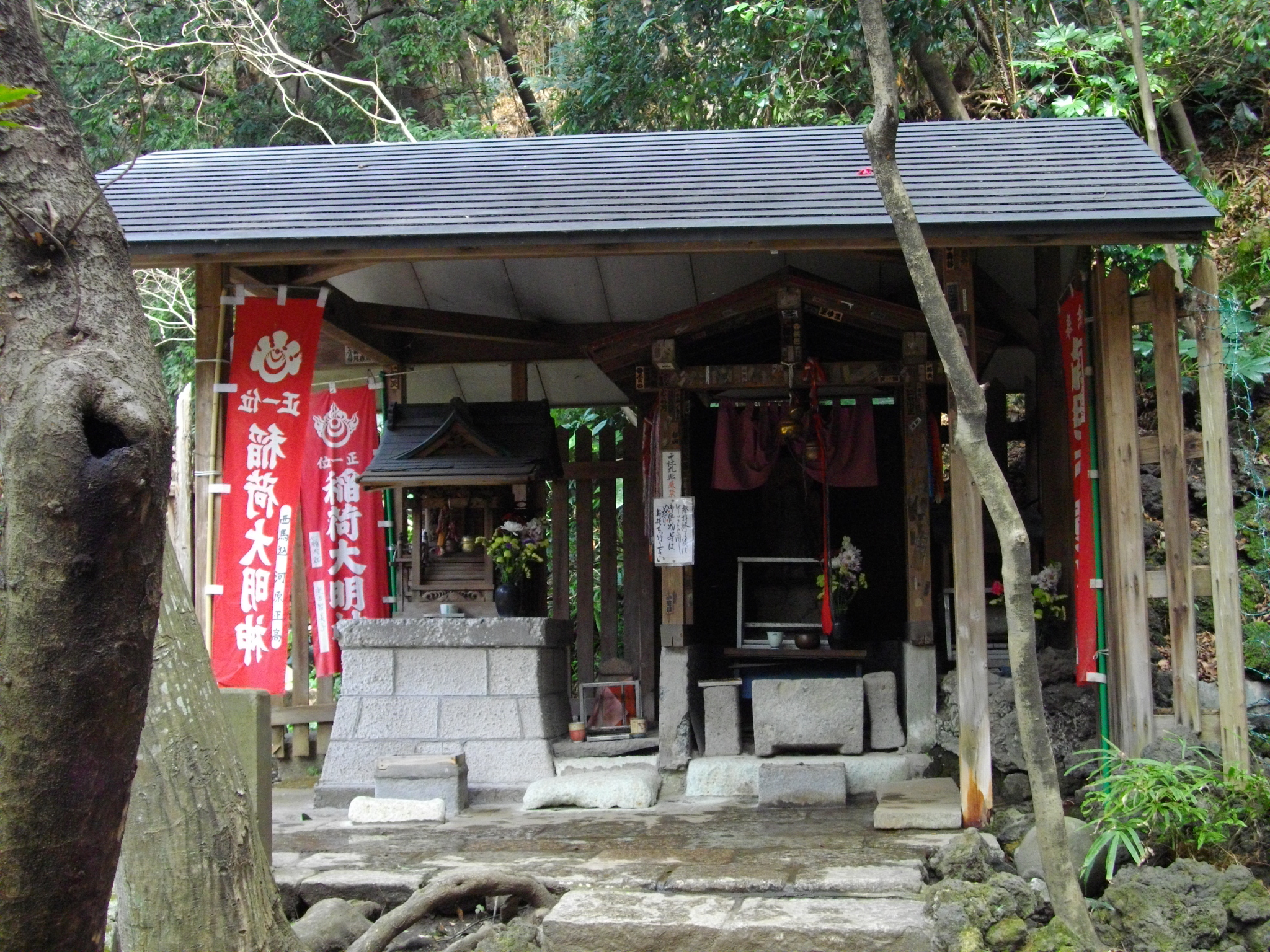
稲荷堂
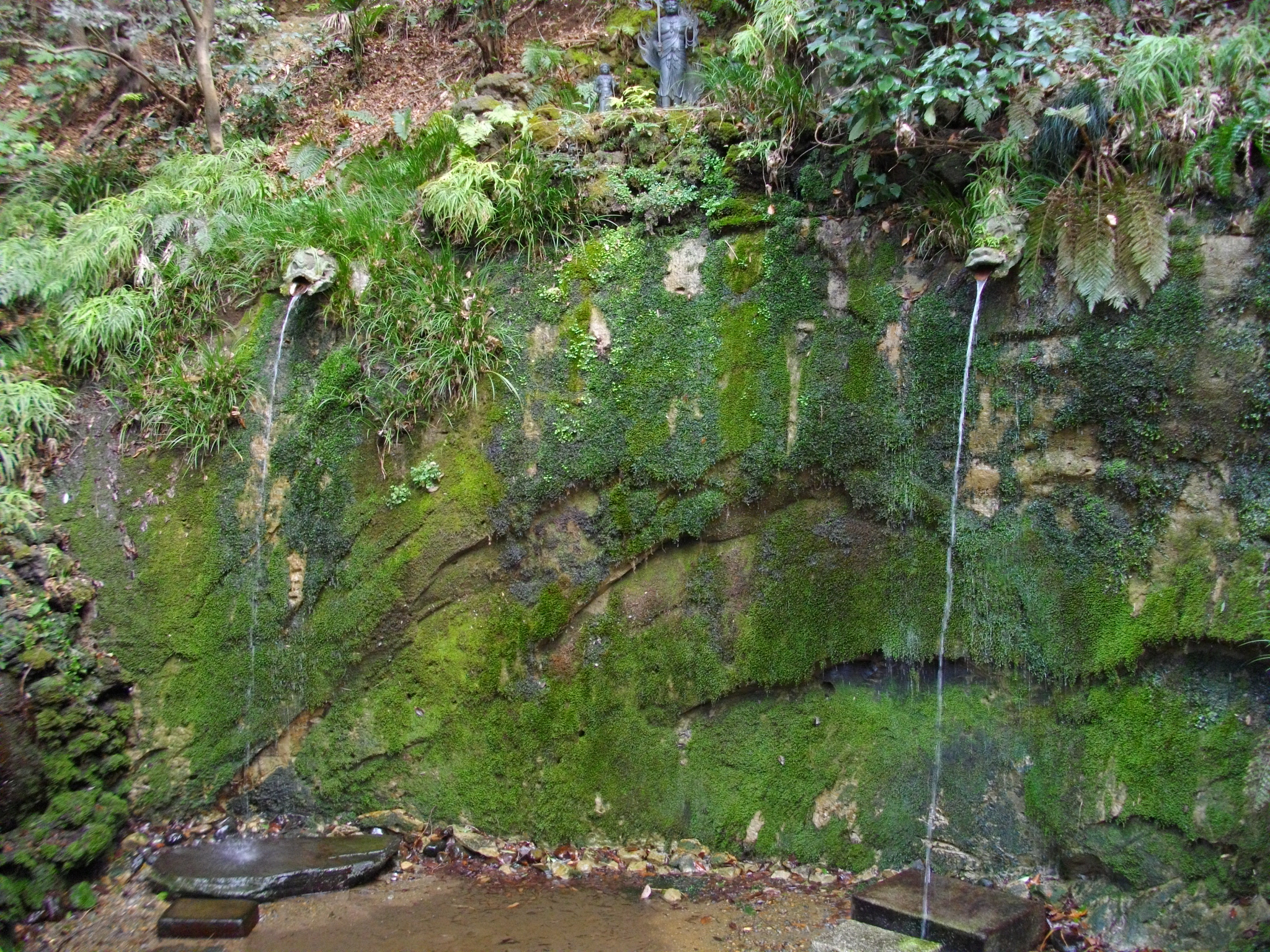
不動の滝
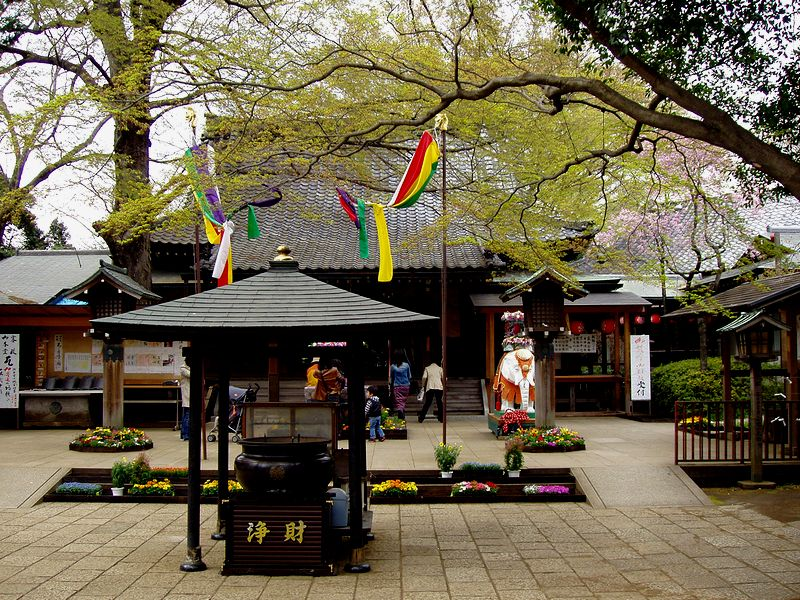
等々力不動尊の拝殿（2008年4月2日撮影）

### 公共交通
東急大井町線等々力駅または路線バス「等々力」バス停より多摩川へ向かって徒歩数分で遊歩道入口がある。